# 노팅엄 포리스트 FC
노팅엄 포리스트 FC(영어: Nottingham Forest FC)는 잉글랜드의 프로 축구단으로 노팅엄을 연고로 삼고, 시티 그라운드를 홈 구장으로 이용하고 있다. 현재 클럽은 프리미어리그에 참가하고 있으며, 유러피언컵의 2회 연속 우승을 비롯하여 FA컵, 리그 컵 우승 등의 역사를 가지고 있다. 2004-05 챔피언십 시즌에 리그 1으로 강등되었는데, 이는 UEFA 챔피언스리그 우승 경력이 있는 팀 가운데 최초로 3부 리그로 강등된 것이다. 2007-08 시즌 리그 1에서 2위를 차지하여 다시 챔피언십으로 승격하였다. 2021-22 시즌에 4위를 기록하며 승격 플레이오프에 진출해 결승전에서 허더즈필드 타운을 1-0으로 누르고 우승하며 1998-99 시즌 20위로 강등된 이후로 23년만에 프리미어리그로 복귀하였다. 대한민국에서는 노팅엄 포레스트 FC로도 알려져 있다.
노팅엄 포리스트는 이 이름을 도시 북쪽에 위치한 포리스트 레크리에이션 그라운드의 명칭을 따서 지었다. 이 경기장은 노팅엄 포리스트 팀이 처음으로 경기를 펼친 곳이기도 하다. 이 클럽은 종종 간단하게 포리스트라고 불리기도 한다. 노팅엄 포리스트의 팬들은 팀 이름을 "노츠 포리스트"라고 줄여 부르는 걸 좋아하지 않는다. 왜냐하면 "노츠"(Notts)는 노팅엄셔주(Nottinghamshire)의 줄임말이고 노팅엄을 대표하는 것이 아니기 때문이다.

## 현재 선수 명단
2024년 8월 30일 기준
참고: FIFA 자격 규정에 따라 소속된 국가대표팀 국기를 표시합니다. 선수는 복수의 FIFA 비회원국 국적을 가지고 있을 수 있습니다.
| 번호 | 포지션 | 국적         | 이름                                               |
| ---- | ------ | ------------ | -------------------------------------------------- |
| 4    | DF     |              | 모라투                                             |
| 5    | DF     |              | 무릴루                                             |
| 6    | MF     | 코트디부아르 | 이브라힘 상가레                                    |
| 7    | DF     | 웨일스       | 니코 윌리엄스                                      |
| 8    | MF     | 잉글랜드     | 엘리엇 앤더슨                                      |
| 9    | FW     | 나이지리아   | 타이워 아워니이                                    |
| 10   | MF     | 잉글랜드     | 모건 깁스화이트                                    |
| 11   | FW     | 뉴질랜드     | 크리스 우드                                        |
| 12   | DF     | 아일랜드     | 앤드루 오모바미델레                                |
| 14   | FW     | 잉글랜드     | 캘럼 허드슨오도이                                  |
| 15   | DF     | 잉글랜드     | 해리 토폴로                                        |
| 16   | MF     |              | 니콜라스 도밍게스                                  |
| 17   | DF     |              | 에리크 다 실바 모레이라                            |
| 18   | MF     | 잉글랜드     | 제임스 워드프라우즈 (웨스트햄 유나이티드에서 임대) |

| 번호 | 포지션 | 국적         | 이름                                 |
| ---- | ------ | ------------ | ------------------------------------ |
| 19   | DF     |              | 알렉스 모레노 (애스턴 빌라에서 임대) |
| 20   | FW     | 포르투갈     | 조타 실바                            |
| 21   | FW     |              | 안토니 엘랑가                        |
| 22   | MF     | 잉글랜드     | 라이언 예이츠 (주장)                 |
| 24   | FW     | 파라과이     | 라몬 소사                            |
| 25   | FW     | 나이지리아   | 엠마누엘 데니스                      |
| 26   | GK     |              | 마츠 셀스                            |
| 28   | MF     |              | 다닐루                               |
| 30   | DF     | 코트디부아르 | 윌리 볼리                            |
| 31   | DF     | 세르비아     | 니콜라 밀렌코비치                    |
| 33   | GK     |              | 카를루스 미겔                        |
| 34   | DF     | 나이지리아   | 올라 아이나                          |
| 44   | DF     | 잉글랜드     | 잭 애벗                              |

### 임대 선수 명단
참고: FIFA 자격 규정에 따라 소속된 국가대표팀 국기를 표시합니다. 선수는 복수의 FIFA 비회원국 국적을 가지고 있을 수 있습니다.
| 번호 | 포지션 | 국적     | 이름                                |
| ---- | ------ | -------- | ----------------------------------- |
| —    | GK     |          | 맷 터너 (크리스털 팰리스로 임대)    |
| —    | DF     | 앙골라   | 다비드 카르무 (올림피아코스로 임대) |
| —    | DF     | 잉글랜드 | 조너선 팬조 (히우 아브로 임대)      |
| —    | DF     | 잉글랜드 | 오마 리처즈 (히우 아브로 임대)      |

| 번호 | 포지션 | 국적     | 이름                                       |
| ---- | ------ | -------- | ------------------------------------------ |
| —    | MF     | 잉글랜드 | 루이스 오브라이언 (로스앤젤레스 FC로 임대) |
| —    | MF     | 뉴질랜드 | 마르코 스타메니치 (올림피아코스로 임대)    |
| —    | FW     | 잉글랜드 | 조시 볼러 (프레스턴 노스 엔드로 임대)      |

## 역대 감독
| 감독                 | 임기        |
| -------------------- | ----------- |
| 스티브 매클래런      | 2011        |
| 필리프 몽타니에      | 2016 ~ 2017 |
| 마틴 오닐            | 2019        |
| 누누 이스피리투 산투 | 2023 ~      |

## 역대 성적

### 국내
- 풋볼 리그 1부 디비전 (1부 리그)

우승 : 1977-78
준우승 : 1966-67, 1978-79
- 풋볼 리그 2부 디비전 (2부 리그)

우승 : 1906-07, 1921-22, 1997-98
준우승 : 1956-57
- 풋볼 리그 3부 디비전 남부 (3부리그)

우승 : 1950-51
- FA컵

우승 : 1898, 1959
준우승 : 1991
- 풋볼 리그 컵

우승 : 1978, 1979, 1989, 1990
준우승 : 1980, 1992
- FA 커뮤니티 실드

우승 : 1978
준우승 : 1959

### 유럽
- 유러피언컵

우승 : 1978-79, 1979-80
- UEFA 슈퍼컵

우승 : 1979
준우승 : 1980
- 인터콘티넨털컵

준우승 : 1980